# Paco Soler
Francisco Manuel "Paco" Soler Atencia (født 5. marts 1970) i Palma, Spanien er en spansk tidligere fodboldspiller (midtbane) og -træner. Han tilbragte hele sin karriere hos RCD Mallorca i sin fødeby, og vandt pokalturneringen Copa del Rey med klubben i 2003.
Soler nåede aldrig at repræsentere det spanske A-landshold, men deltog med et særligt U/23-landshold ved OL 1992 i Barcelona, og var med til at vinde guld for Spanien.

## Titler
Copa del Rey
- 2003 med RCD Mallorca

Supercopa de España
- 1998 med RCD Mallorca

OL
- 1992 med Spanien